# St. Johann (Johannishögl)

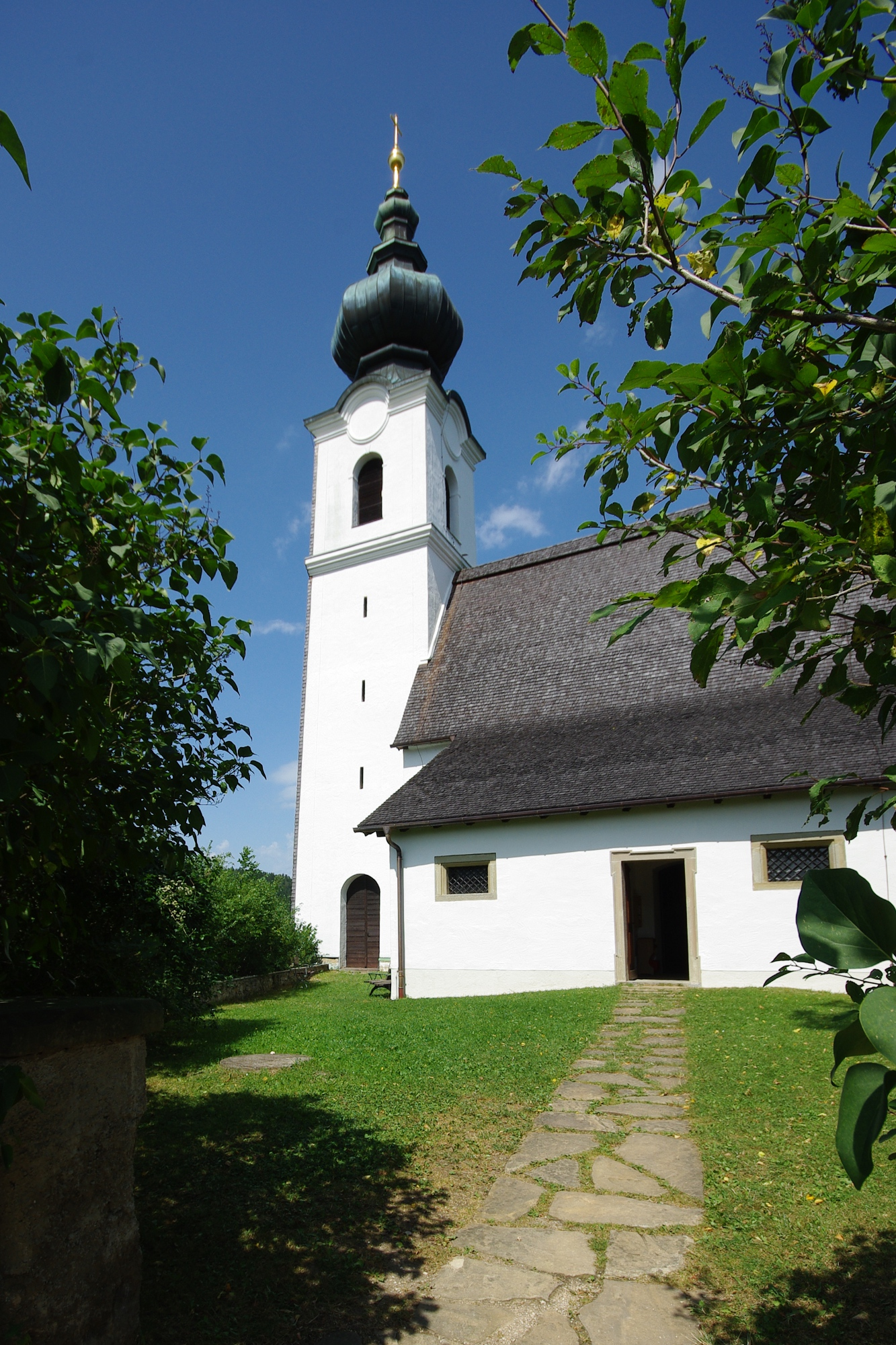
Filialkirche St. Johann

Die Kirche St. Johann ist eine dem heiligen Johannes dem Täufer geweihte Filialkirche der Pfarrei Piding auf dem Johannishögl im Landkreis Berchtesgadener Land (Oberbayern).

## Geschichte
Lage und Atmosphäre des Ortes haben dazu beigetragen, dass am Standort der Kirche vielfach eine vorchristliche Kultstätte vermutet wird. Tatsächlich spricht das Zusammentreffen der heidnischen Tradition der Sommersonnwende mit dem Fest des Kirchenpatrons am 24. Juni für eine solche Annahme. Darüber hinaus sind vor der Kirche heute noch Reste einer Opferstätte aus der Römerzeit zu erkennen, hier wurde vermutlich dem Mithraskult gehuldigt.
Die Mauern des Langhauses stammen noch aus der Romanik. In gotischer Zeit erfolgte ein Umbau, bei dem das Rippengewölbe eingezogen wurde. 1736 ersetzte der barocke Turm den ursprünglichen Dachreiter. 
2009 wurden Dach, Fassade und Turm der Kirche renoviert.

## Ausstattung
Die Kirche birgt im Inneren besondere Kunstschätze, darunter romanische und gotische Fresken sowie einen Seitenaltar im Frührenaissance-Stil (um 1525), der wohl aus der Werkstatt des Gordian Guckh stammt. Der barocke Hochaltar zeigt seitlich die Apostel Petrus und Paulus und in der Mitte die Enthauptung Johannes des Täufers. In der Vorhalle steht der Altar des heiligen Wolfgang von 1616.

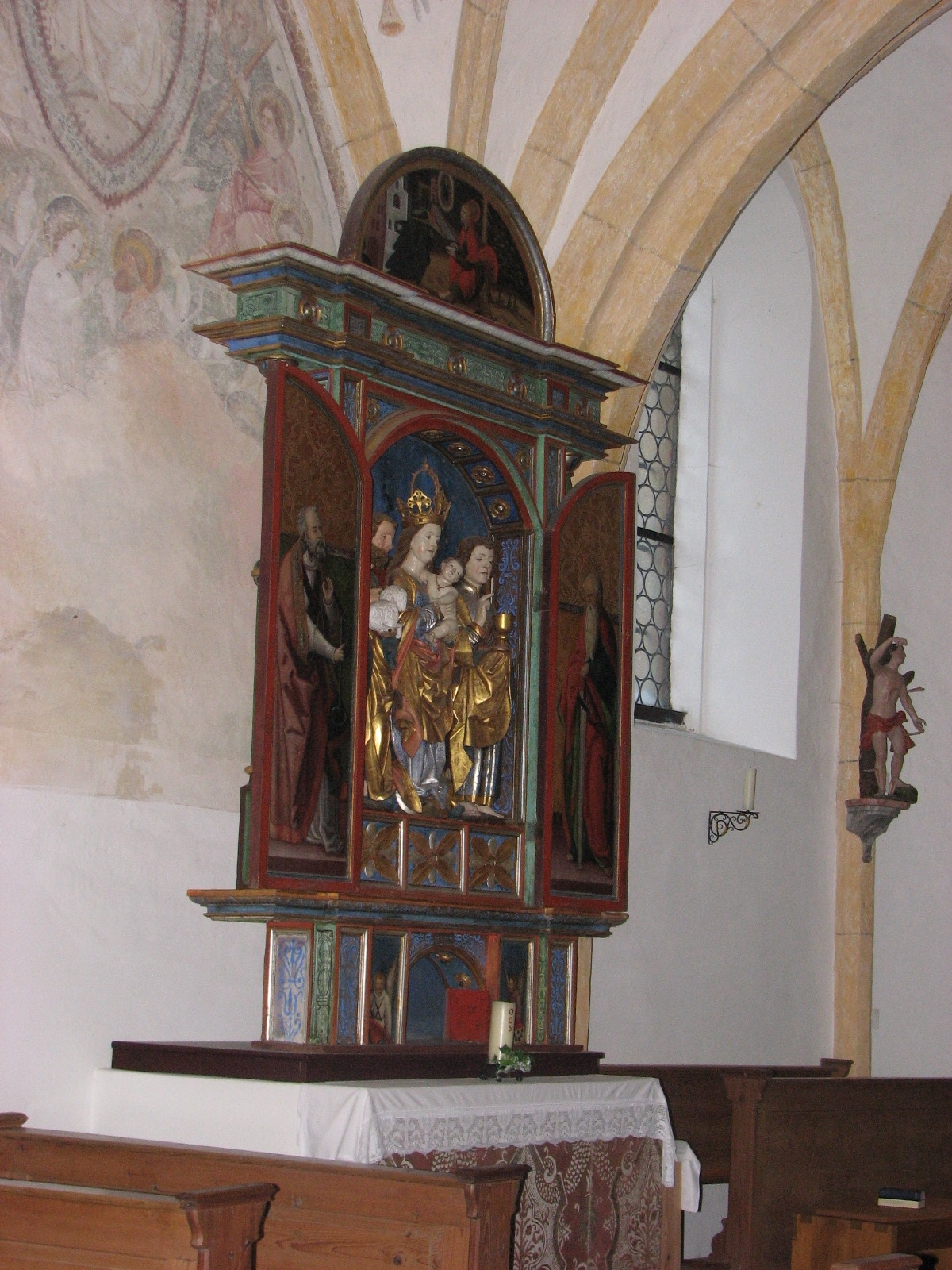
Seitenaltar von Gordian Guckh
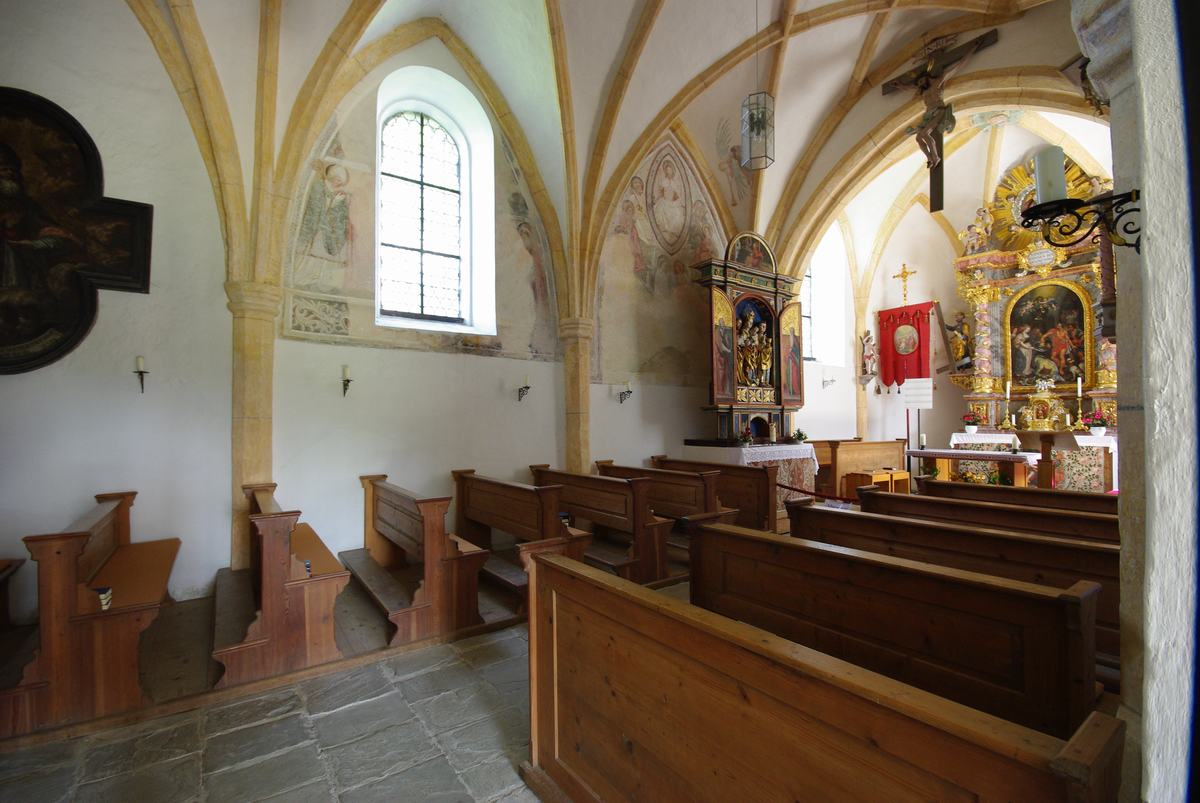
Innenraum der Kirche

## Kapelle St. Maria, sog. Johanniskapelle
350 Meter südlich des Gasthofs liegt im Wald unmittelbar neben der Fahrstraße die zur Kirche gehörige Kapelle St. Maria, auch als Johanniskapelle bekannt, auf einer Höhe von 664 Metern.

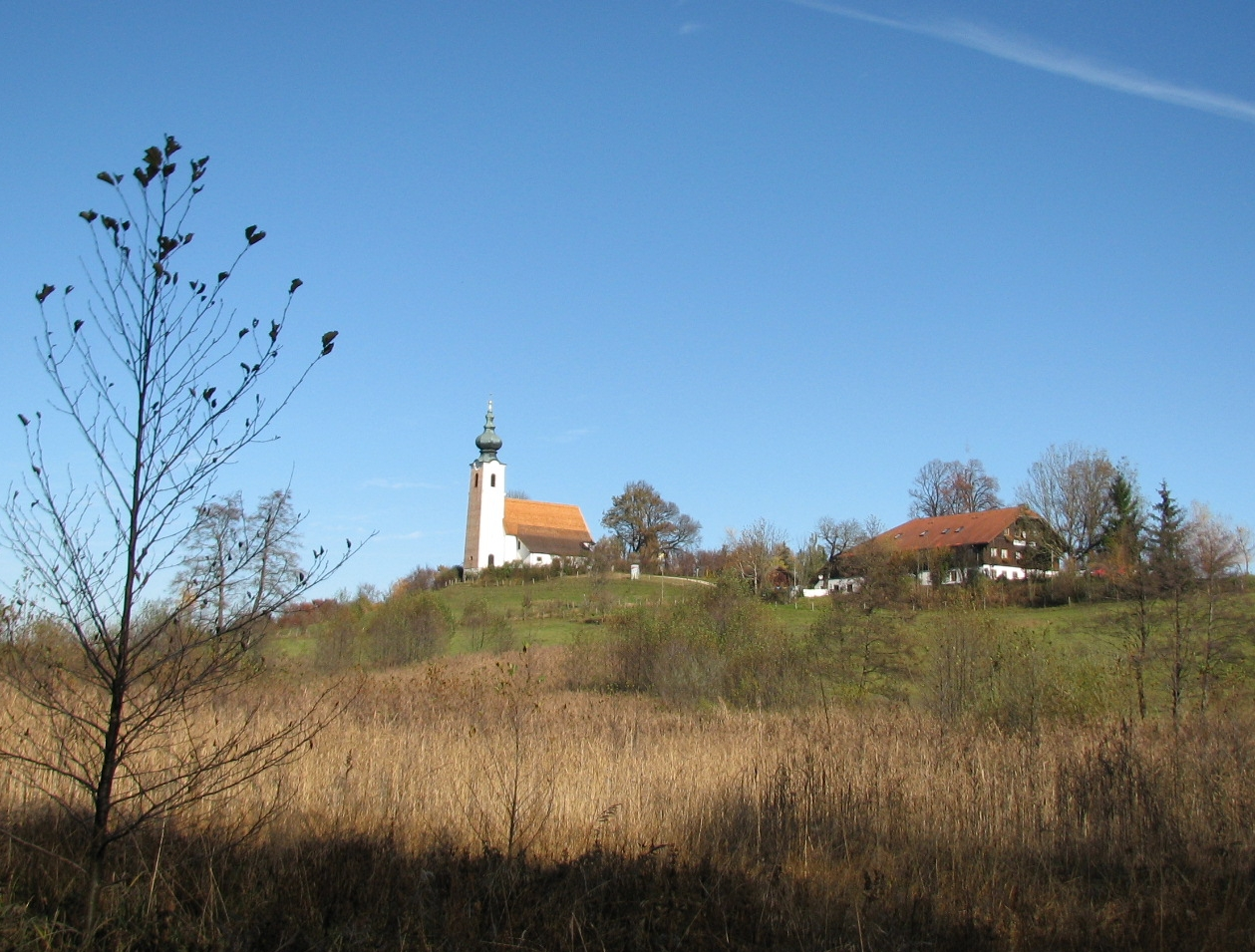
Filialkirche St. Johann, daneben das Gasthaus
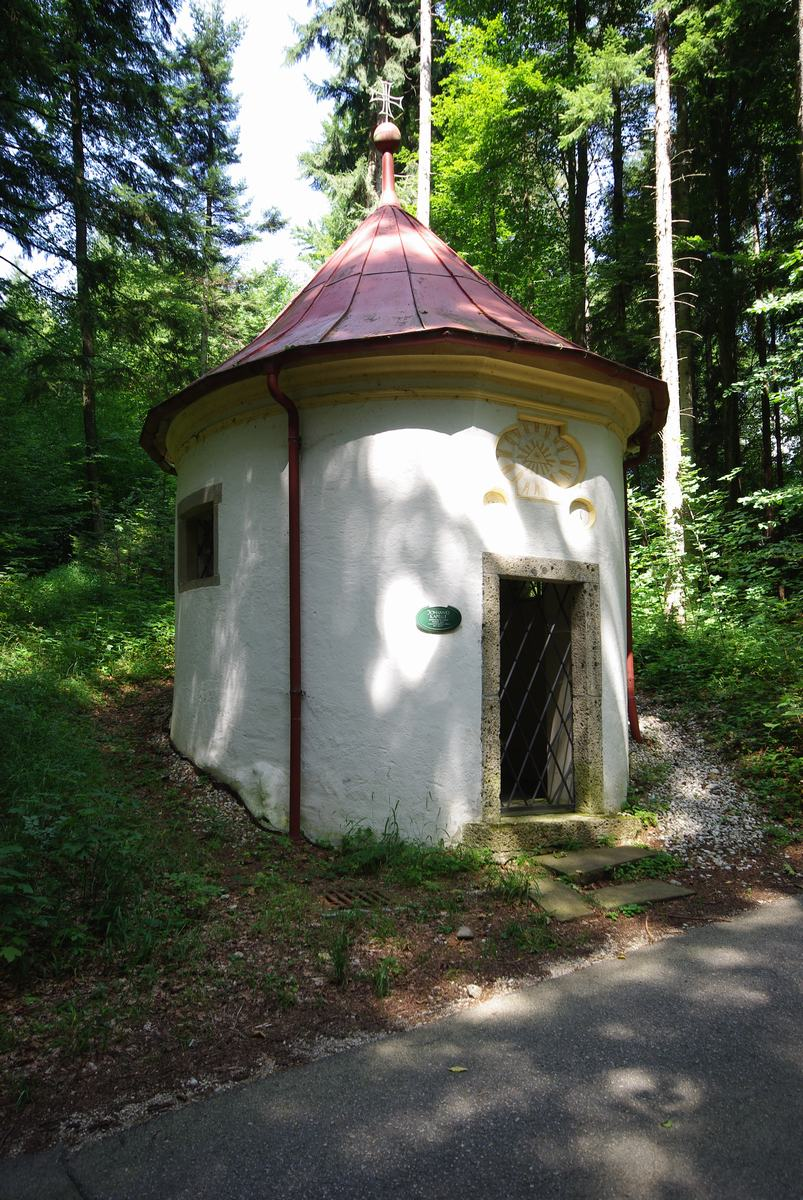
Kapelle St. Maria, sog. Johanniskapelle (⊙)